# Joker (revija)
Joker  je bila slovenska računalniška revija, ki je bila ob svojem nastanku leta 1992 namenjena opisovanju računalniških in videoiger ter opreme povezane s tem področjem. To je bila njena bistvena in najbolj prepoznavna dejavnost, a je tekom let začela pokrivati tudi druga področja kot so filmi, književnost, izobraževalni članki splošnega značaja in zgodovina branže. Zaradi tega si je Joker pridobil širok krog bralstva in je bil najbolj brana računalniška revija v Sloveniji.
Največje število bralcev je revija imela sredi leta 2005 s 70 do 80 tisoč bralci. Revija je izhajala do jeseni leta 2017. Leta 2020 je revijo Joker nasledila revija Jazbina.
Ustvarjalo jo je moštvo imenovano Joker Cream Team (JCT) v katerem sta bila od vsega začetka prisotna David Tomšič - »LordFebo« in Sergej Hvala - »Sneti«, pomemben člen pa je bil tudi Aleksander Hropot - »Quattro« (1972–2015). 
Prepoznavne blagovne znamke Jokerja so bile še stranka (spletna stran z arhivom revije), spletni forum mn3njalnik na katerem je bilo ob višku priljubljenosti aktivnih več kot tisoč uporabnikov hkrati in tlačenka ter natlačenka (vsakomesečni CD in DVD). Pisci so bili znani po uporabi arhaičnih slovenskih besed in neologizmov.
V drugi polovici 2017 je podjetje Alpress, ki je bilo lastnik blagovne znamke Joker, pristalo v stečaju. Revija je kljub temu, da je bila do konca razmeroma uspešna, zaradi težav krovnega podjetja prenehala z izhajanjem. Zadnja tiskana številka je izšla oktobra 2017.
V maju 2021 so blagovna znamka in z njo vse intelektualne pravice ter povezane strani prešle na novega lastnika - založbo Jazbina. V njeni ekipi so tudi ustvarjalci bivšega Jokerja. Revija Jazbina je prvič izšla decembra 2020. V letu 2021 je izhajala kot tromesečnik, v letu 2022 pa je zavoljo povpraševanja prešla na dvomesečni format.